# Ruvuma (Songea MC)
Ruvuma ist ein Verwaltungsbezirk (Ward) des Distrikts Songea (MC) in der tansanischen Region Ruvuma.

## Geografie
Ruvuma liegt im Südwesten von Tansania, südlich des Stadtzentrums der Regionshauptstadt Songea. Der Bezirk grenzt im Norden an Mfaranyaki, im Osten an Majengo und Mateka, im Südosten an Ndilimalitembo, im Südwesten an Subira und im Nordwesten an Lizaboni. Bei der Volkszählung 2022 lebten 27.514 Menschen in 6839 Haushalten auf einer Fläche von 13,8 Quadratkilometern.

## Gliederung
Der Bezirk besteht aus vier Stadtteilen (Mtaa):
- Mbulani A
- Ruvuma Juu
- Ruvuma Chini
- Mbulani B

## Infrastruktur
- Bildung: Die Ruvuma Secondary School ist eine staatliche koedukative Schule, die rund 300 Jugendliche bis zur 4. Stufe ausbildet.[8]
- Gesundheit: Das Regionalkrankenhaus der Region Ruvuma liegt im Bezirk,[9] ferner ein Gesundheitszentrum[10] und eine private Apotheke.[11]